# Həsənsu
Həsənsu (deutsch Hasansu oder Grünfeld) – ist eine Siedlung in der Gemeinde Ağstafa (Rayon) in Westaserbaidschan.

## Etymologie
Der heutige Name der Siedlung wurde nach dem in der Nähe liegenden Fluss benannt. Gegründet wurde die Siedlung von den deutschen Siedlern unter dem Namen Grünfeld (Alekseyevka), der jedoch in den Nachkriegsjahren zu Ehren von Sergei Mironowitsch Kirow in Kirovka umbenannt worden war.

## Geschichte
Die Siedlung ist im Jahre 1906 von den bereits in Aserbaidschan angesiedelten deutschen Siedlern gegründet worden.
Seit dem 24. Januar 1939 wurde die Siedlung dem Ağstafa-Bezirk eingegliedert. Am 4. Dezember 1959 wurde der Bezirk Ağstafa aufgelöst und Grünfeld wurde in den Qazax-Bezirk verlegt.
Am 24. April 1990 wurde das Dorf in den erneut neugebildeten Ağstafa-Bezirk verlegt sowie am 29. Dezember 1992 in Həsənsu umbenannt.

## Geographie
Həsənsu liegt am Ufer des gleichnamigen Flusses auf einer Höhe von 375 Metern über dem Meeresspiegel.
Vom Bezirkszentrum Ağstafa liegt die Siedlung 6 km und 439 km von Baku entfernt.

## Bevölkerung
| Jahr      | 1980  | 1999  | 2009  |
| --------- | ----- | ----- | ----- |
| Einwohner | 1.859 | ↗2766 | ↗3047 |

## Klima
|                       | Jan  | Feb  | Mär  | Apr  | Mai  | Jun  | Jul  | Aug  | Sep  | Okt  | Nov  | Dez |   |      |
| Mittl. Tagesmax. (°C) | 6,2  | 7,4  | 12,5 | 19,6 | 24,5 | 28,6 | 32,0 | 31,1 | 26,8 | 20,2 | 13,4 | 8,2 | ⌀ | 19,3 |
| Mittl. Tagesmin. (°C) | −2,1 | −1,2 | 2,4  | 7,8  | 12,5 | 16,4 | 19,6 | 19,0 | 15,1 | 9,3  | 4,4  | 1,0 | ⌀ | 8,7  |
|                       |      |      |      |      |      |      |      |      |      |      |      |     |   |      |
| Niederschlag (mm)     | 18   | 27   | 31   | 41   | 65   | 59   | 33   | 31   | 27   | 36   | 26   | 16  | Σ | 410  |

| −2,1 |

| −1,2 |

| 2,4 |

| 7,8 |

| 12,5 |

| 16,4 |

| 19,6 |

| 19,0 |

| 15,1 |

| 9,3 |

| 4,4 |

| 1,0 |

| −2,1 |

| −1,2 |

| 2,4 |

| 7,8 |

| 12,5 |

| 16,4 |

| 19,6 |

| 19,0 |

| 15,1 |

| 9,3 |

| 4,4 |

| 1,0 |

Die durchschnittliche Jahrestemperatur in der Region beträgt +13,9 ° C. Das Dorf hat ein Halbwüstenklima.

## Infrastruktur
In der Siedlung gibt es ein Postamt, eine weiterführende Schule, einen Kindergarten, zwei Bibliotheken, ein Kulturzentrum, einen Club und ein medizinisches Zentrum.